# Ejersa Goro
Ejersa Goro je mestna vas v vzhodni Etiopiji blizu Hararja.
Tukaj se je 23. junija 1892 rodil neguš negasti Haile Selassie I., očetu Rasu Makonenu, guvernerju Hararja in materi princesi Vojzero Jesi Emebet Ali.